# Brancourt-en-Laonnois
Brancourt-en-Laonnois ist eine französische Gemeinde mit 710 Einwohnern (Stand 1. Januar 2022) im Département Aisne in der Region Hauts-de-France; sie gehört zum Arrondissement Laon und zum Kanton Laon-1.

## Geografie
Die Gemeinde Brancourt-en-Laonnois liegt in einem Seitental der Ailette im Westen des Höhenzuges Chemin des Dames, 20 Kilometer westsüdwestlich von Laon. Umgeben wird von den Nachbargemeinden Prémontré im Norden, Wissignicourt im Osten, Anizy-le-Château im Südosten und Süden, Quincy-Basse im Westen sowie Bassoles-Aulers im Nordwesten.

## Bevölkerungsentwicklung
| Jahr                       | 1962 | 1968 | 1975 | 1982 | 1990 | 1999 | 2006 | 2012 | 2021 |
| Einwohner                  | 345  | 374  | 415  | 536  | 710  | 675  | 645  | 706  | 718  |
| Quellen: Cassini und INSEE |      |      |      |      |      |      |      |      |      |

## Sehenswürdigkeiten

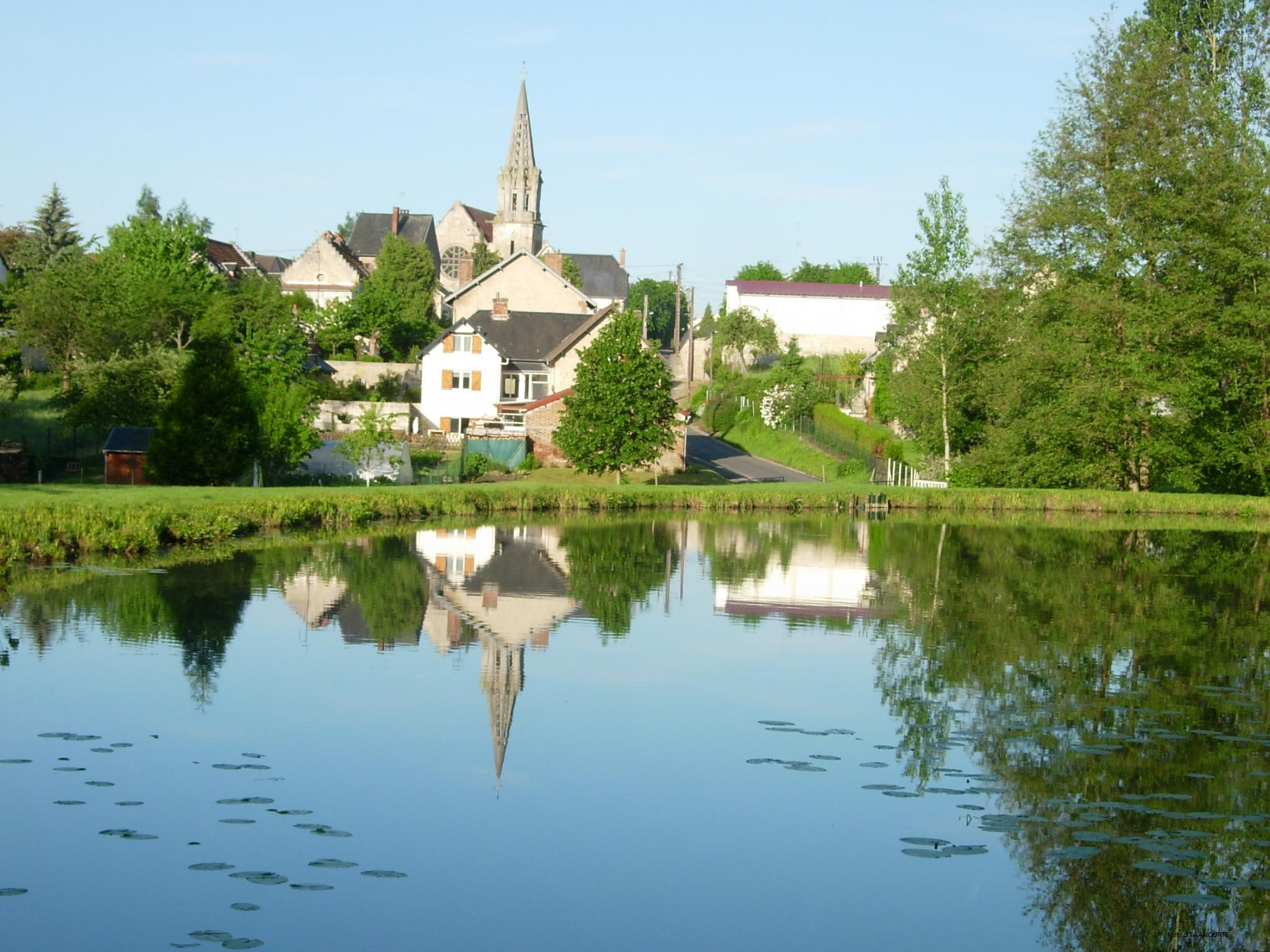
Kirche Saint-Maurice

- Kirche Saint-Maurice